# ヴィウ
ヴィウ（伊: Viù）は、イタリア共和国ピエモンテ州トリノ県にある、人口約1,000人の基礎自治体（コムーネ）。

## 地理

### 位置・広がり

#### 隣接コムーネ
隣接するコムーネは以下の通り。
- コンドーヴェ
- ジェルマニャーノ
- レーミエ
- メッツェニーレ
- ルビアーナ
- トラーヴェス
- ヴァル・デッラ・トッレ
- ヴァッロ・トリネーゼ
- ヴァリゼッラ

## 行政

### 分離集落
ヴィウには、以下の分離集落（フラツィオーネ）がある。
- Aires, Balma, Bertesseno, Chiaberge, Col del Lys, Col San Giovanni, Corgnolero, Cramoletti, Fubina, Fucine, Giet, Guicciardera, Laiolo, Maddalene, Molar, Mondrezza, Niquidetto, Oldrì, Pessinea, Polpresa, Salvagnengo, Toglie, Tornetti, Trichera, Tuberghengo, Venera, Vernai, Versino Brendo

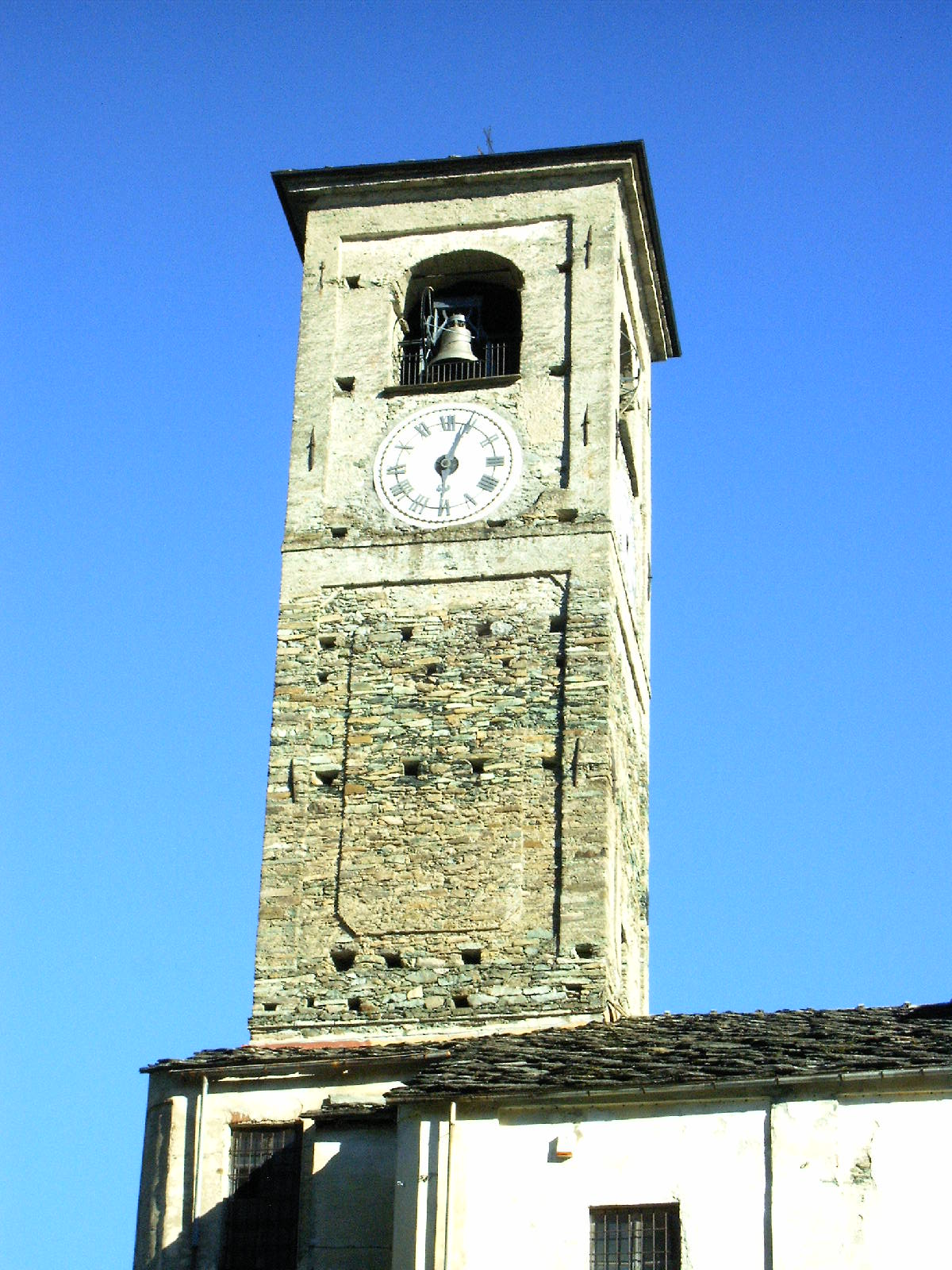
Il campanile della chiesa parrocchiale di Viù